# Immanuelskyrkan, Gävle
Immanuelskyrkan i Gävle är en kyrkobyggnad i Gävle, tidigare tillhörig Gävle första baptistförsamling inom Equmeniakyrkan. Numera inhyser den ett buddhistiskt tempel.

## Historik
Kyrkan uppförd 1901 efter ritningar av Erik Alfred Hedin och den invigdes den 21 februari 1904. Endast de som erhållit inträdesbiljett ägde tillträde. Bland de närvarande märktes landshövding Hamilton med grevinna, överste von Krusenstjerna, ledamöter av stadsfullmäktige och magistraten. Byggnaden rymde 800 personer och var fylld till sista plats.
Kyrkan, som ligger vid nedre delen av Brynäsgatan på stadsdelen Brynäs, är byggd av putsat tegel med hög sockel av kalksten och har ett högt hörntorn med huvudentrén i bottenplan. Kyrksalen är sexsidig, och dekorerades av dekorationsmålaren Edward Berg. I samband med en restaurering 1958 övermålades Bergs målningar. 
År 2014 beslöt församlingen att sälja kyrkolokalen och samordna verksamheten med Betlehemskyrkan. I december 2014 hölls den sista gudstjänsten i kyrkan, och i mars 2016 såldes den till den buddhistiska föreningen Dhammakaya, vilka öppnade ett till ett buddhistiskt tempel i lokalerna.